# Spílion
Spílion är en ort i Grekland.   Den ligger i prefekturen Nomós Rethýmnis och regionen Kreta, i den sydöstra delen av landet, 300 km söder om huvudstaden Aten. Spílion ligger 412 meter över havet och antalet invånare är 710.
Terrängen runt Spílion är kuperad åt nordväst, men åt sydost är den bergig. Runt Spílion är det ganska glesbefolkat, med 21 invånare per kvadratkilometer. Närmaste större samhälle är Rethymnon, 17,2 km norr om Spílion. Trakten runt Spílion består till största delen av jordbruksmark.